# Husmus
För den tecknade figuren i Bamse, se Husmusen
Husmus (Mus musculus) är en liten gnagare som har en mycket hög fortplantningsgrad och som förekommer över stora delar av världen. Tama former av husmus är nuförtiden ett relativt vanligt sällskapsdjur.

## Utbredning
Husmusen härstammar från Asien, troligen från norra Indien. Arten förekommer i alla djurgeografiska regioner förutom antarktiska regionen.

## Utseende och anatomi
Husmusen är korthårig och färgen varierar från ljusbrunt till svart, med ljus mage. Laboratoriemöss är ofta vita (albinistiska), men sällskapsmöss finns i många olika färger och teckningar. Öronen och svansen har lite hår. Vuxna djur väger 12–40 gram. Kroppen är 15–19 cm lång, inklusive svansen, som står för mer än halva längden. Särskilt hannarna har en myskliknande doft.
Hos vilda levande exemplar är svansen bara glest täckt med hår och den har en lite mörkare ovansida. Hos honor förekommer tre par spenar vid bröstet och två par vid ljumsken.
Det är svårt att skilja på unga hannar och honor men honorna har kortare avstånd mellan anus och genitalöppningen. Hos sexuellt mogna individer är testiklarna på hannarna den tydligaste könsskillnaden. De är stora i förhållande till kroppsstorleken (ungefär hälften så stora som huvudet) och oftast hårlösa. De kan dock dras tillbaka in i kroppen så att de inte är direkt synliga.
Nära ögonen har husmöss körtlar som utsöndrar en rödbrun substans när musen blir stressad.

### Sinnen och kommunikation
Husmusen har nästan inget färgseende. Det hänger samman med att den är aktiv framför allt när det är ganska mörkt. Den har däremot mycket god hörsel och kan höra mycket högre toner (100 kHz) än människor (20 kHz). För kommunikation med varandra på korta avstånd använder de pip med hög frekvens som människor inte kan höra. I samband med parningen ger hannen ifrån sig korta pip i frekvenserna 40 kHz och 70 kHz. För kommunikation på längre avstånd använder musen pip som människor kan höra.
Trots allt är luktsinnet viktigast, särskilt för relationen mellan honor och deras ungar. Husmusen använder också feromoner för kommunikation mellan vuxna individer. De utsöndras av båda könen med urinen och identifieras av ett organ i nedre delen av nosen.
Med sina morrhår känner möss luftrörelser och föremål som är nära.

## Ekologi
Husmusen står och går vanligen på alla fyra benen. När den äter, slåss eller ska orientera sig i omgivningen kan den stå en stund på bakbenen, med extrastöd av svansen. När den springer har den svansen utsträckt horisontellt, så att den är till hjälp för att hålla balansen. Änden på svansen är uppåtböjd, utom när den blir skrämd. Musen är bra på att hoppa, klättra och simma. 
Mössen är mest aktiva i skymningen och på natten. De tycker inte om skarpt ljus. De lever i många olika sorters undanskymda utrymmen, där det finns mat i närheten. Boet byggs av diverse mjuka material som de kan få tag på. Mössen är revirhävdande och dominerande hannar lever vanligtvis tillsammans med flera honor och deras ungar. Om två eller fler hannar hålls tillsammans i en bur blir de lätt aggressiva mot varandra, särskilt om de inte har växt upp tillsammans. 
Husmusen äter främst vegetabilier men kan också äta kött och mjölkprodukter. De dricker ganska lite vatten, utöver det vatten som finns i maten. Det dagliga behovet av föda är bara omkring fyra gram. De kan också äta sin egen avföring (koprofagi), för att ta tillvara näring som bakterier i tarmarna har producerat.
Husmusen kan lokalt uppnå mycket hög populationstäthet. Under första halvan av 1900-talet registrerades på två platser i Kalifornien populationer med omkring 200 000 individer per hektar.
Husmusen faller offer för flera olika rovdjur, rovlevande fåglar och ormar. Den drabbas av många parasiter som flugor, löss eller deras larver.
I en studie som publicerades i februari 2025 beskrivs att en form av första hjälpen förekommer hos husmöss. Exemplar som hölls med döda eller skadade artfränder av samma familj i samma bur började slicka på artfrändens päls och ögon. Ibland förändrades läget av tungan eller främmande föremål flyttades bort från munhålan. Beteendet slutade när artfränden åter var frisk.

### Fortplantning och livscykel
Fortplantningen påverkas av populationens storlek och av tillgången till föda. En liten grupp kan öka betydligt efter att den hittar nya matkällor. Hos stora kolonier sker få eller inga parningar vid matbrist.
Husmusens brunstcykel är 4–6 dagar lång. Den tid honan är mottaglig för befruktning är kortare än ett dygn. Efter parningen bildas vanligen en vaxartad propp i vagina, som förhindrar ytterligare parning. Den finns kvar ungefär ett dygn. Dräktighetstiden är 20–23 dygn. Därefter föds 3–15 ungar (i genomsnitt 6 stycken) och honan är vanligen mottaglig för befruktning redan ett par timmar efter förlossningen. En hona kan få 5–10 kullar per år, så antalet kan växa mycket snabbt. Om förhållandena är lämpliga fortgår fortplantningen under hela året (vilda populationer i kalla trakter fortplantar sig inte under vintern). De nyfödda ungarna är blinda och saknar päls. Pälsen börjar växa ut ungefär 3 dagar efter födseln och ögonen öppnas efter drygt en vecka. Honorna blir könsmogna efter 6 veckor, hannar efter 8 veckor. Vilda möss lever vanligen bara ett år.

## Husmusen och människan
Husmusen har alltid följt människan. Redan Aristoteles och Plinius beskrev den. I städerna är den vanligen bunden till hus. Dess vana att med tänderna gnaga på allt den kommer över, tillsammans med avföringen, kan den skapa stora problem och kategoriseras därför som ett skadedjur.
Arten är mellanvärd för flera olika sjukdomar som kan överföras till människor, bland annat harpest, leptospiros, borreliainfektion eller infektioner med Salmonella-bakterier.

### Tammöss
Som husdjur talar man om "tammöss" eller "sällskapsmöss". Denna tama musen har sitt ursprung i den vilda husmusen men har genom avel kommit att skilja sig markant från sin vilda släkting både i utseende och beteende. Den tama musen delas vanligen in i tre varianter:
- Svensk typ, som inte är svensk till ursprunget utan bara är mest lik vildformen. I de flesta länder kallas typen för landets typ. Den är ungefär 20 centimeter lång från nos till svanstipp och väger 20–30 gram.
- Engelsk typ är större och kraftigare än svensk typ och vildform, med en längd på omkring 30 centimeter och en vikt på upp till 60 gram. Den internationella benämningen är show type.
- Minimus är mindre och har jämförelsevis kortare svans än andra typer och blir 10–15 centimeter lång med en maxvikt runt 20 gram.

Tammössen finns i många olika hårlag, bland annat rex, långhårig, satin och korthår. Satin är en mus med blankare och glansigare päls och rex är lite krullig. Tama husmöss lever längre än vilda och blir ofta mellan 1 och 3 år.
Den äldsta kända skriften som talar om husmöss som sällskapsdjur är den kinesiska encyklopedin Erya (尔雅) i en version som utkom cirka 1100 f. Kr.
Husmöss används ofta som försöksdjur i laboratorier. Husmusen är däggdjuret som används vanligast för experiment med genmodifiering. Ett exempel som uppmärksammades nyligen är de så kallade knockoutmössen där särskilda gener i deras genom har blivit störda eller ut-knockade. Mario R. Capecchi, Martin Evans och Oliver Smithies tilldelades 2007 Nobelpriset i medicin eller fysiologi för denna upptäckt. Dansmöss har en mutation i innerörat så att balanssinnet inte fungerar, vilket leder till att de går runt i cirklar.

## Genetik
Artens genom är kartlagt, det innehåller ca 22 000 gener och är ca 2 600 Mb långt.

## Bilder

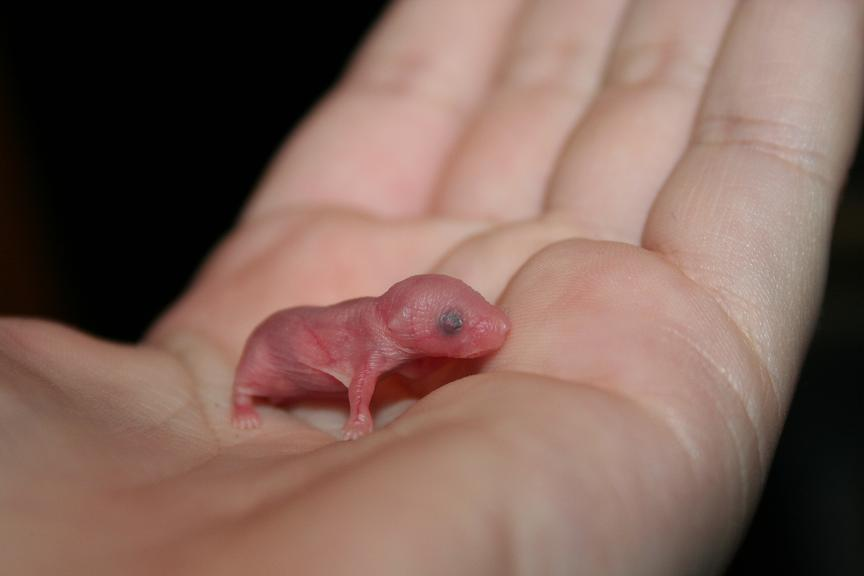
4 dagar gammal unge.
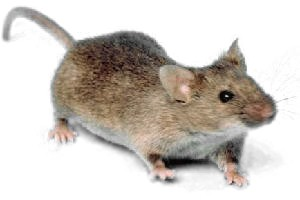
Vuxen individ.
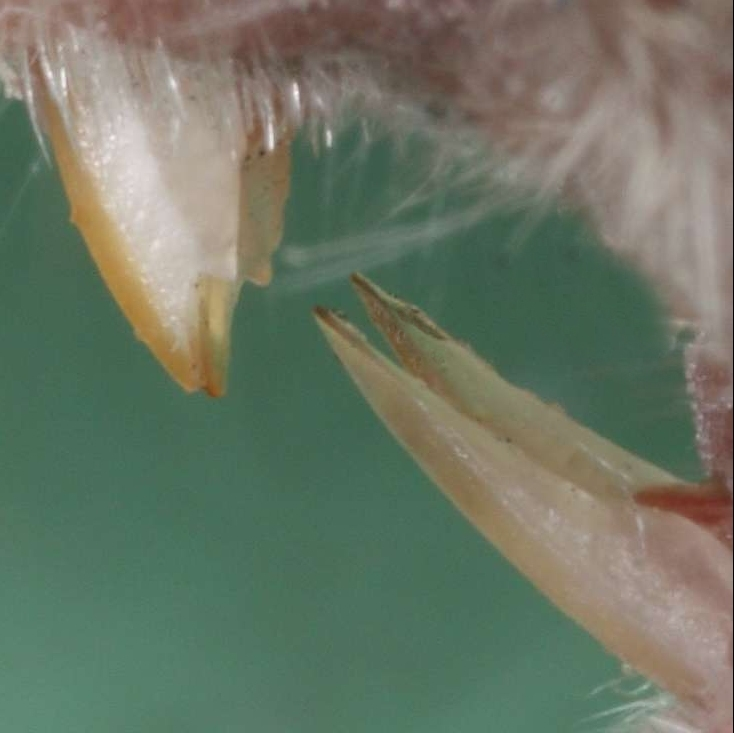
Skåran i de övre framtänderna är en bra artbestämningskaraktär.
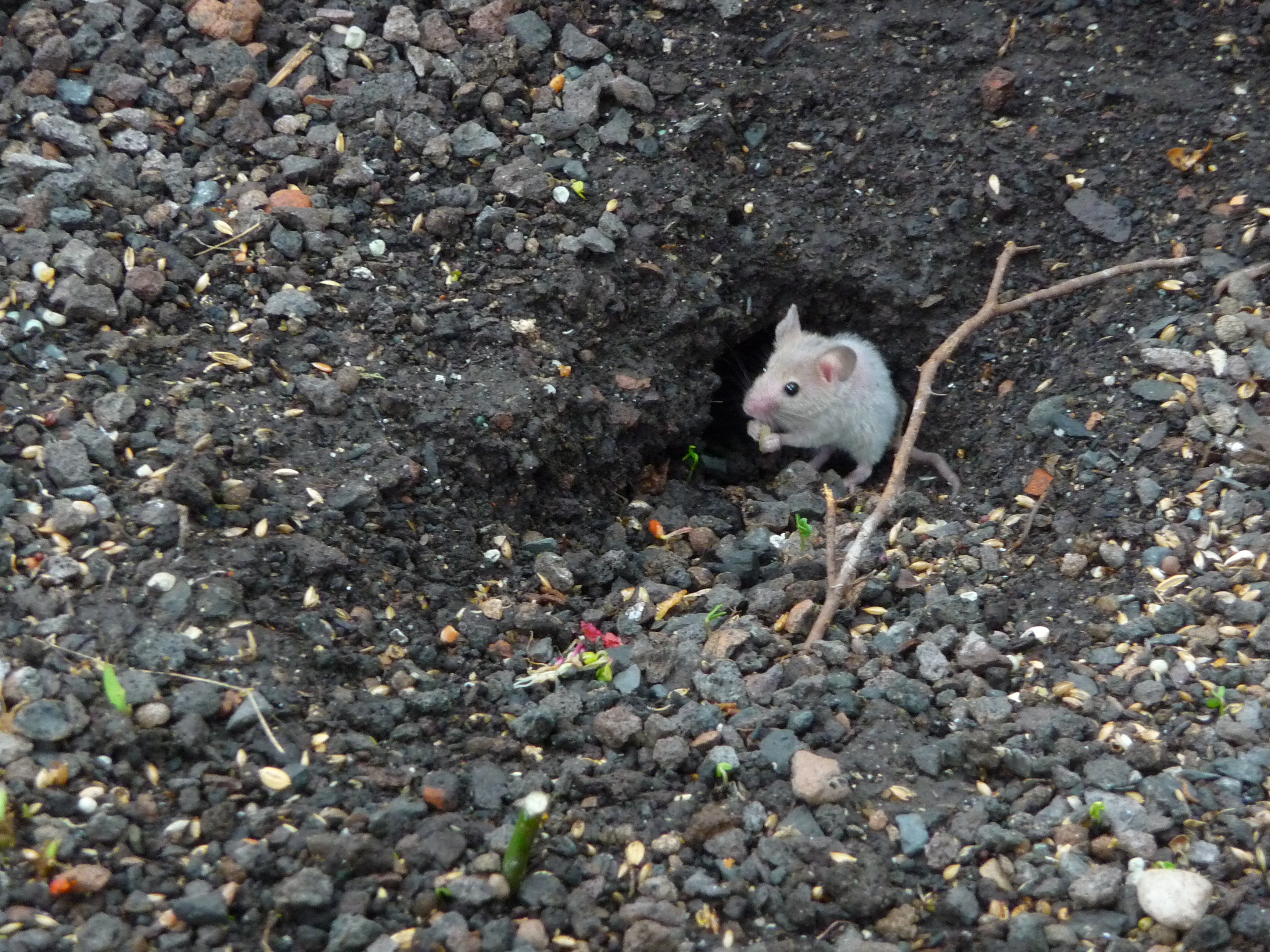
Husmus vid bohåla.
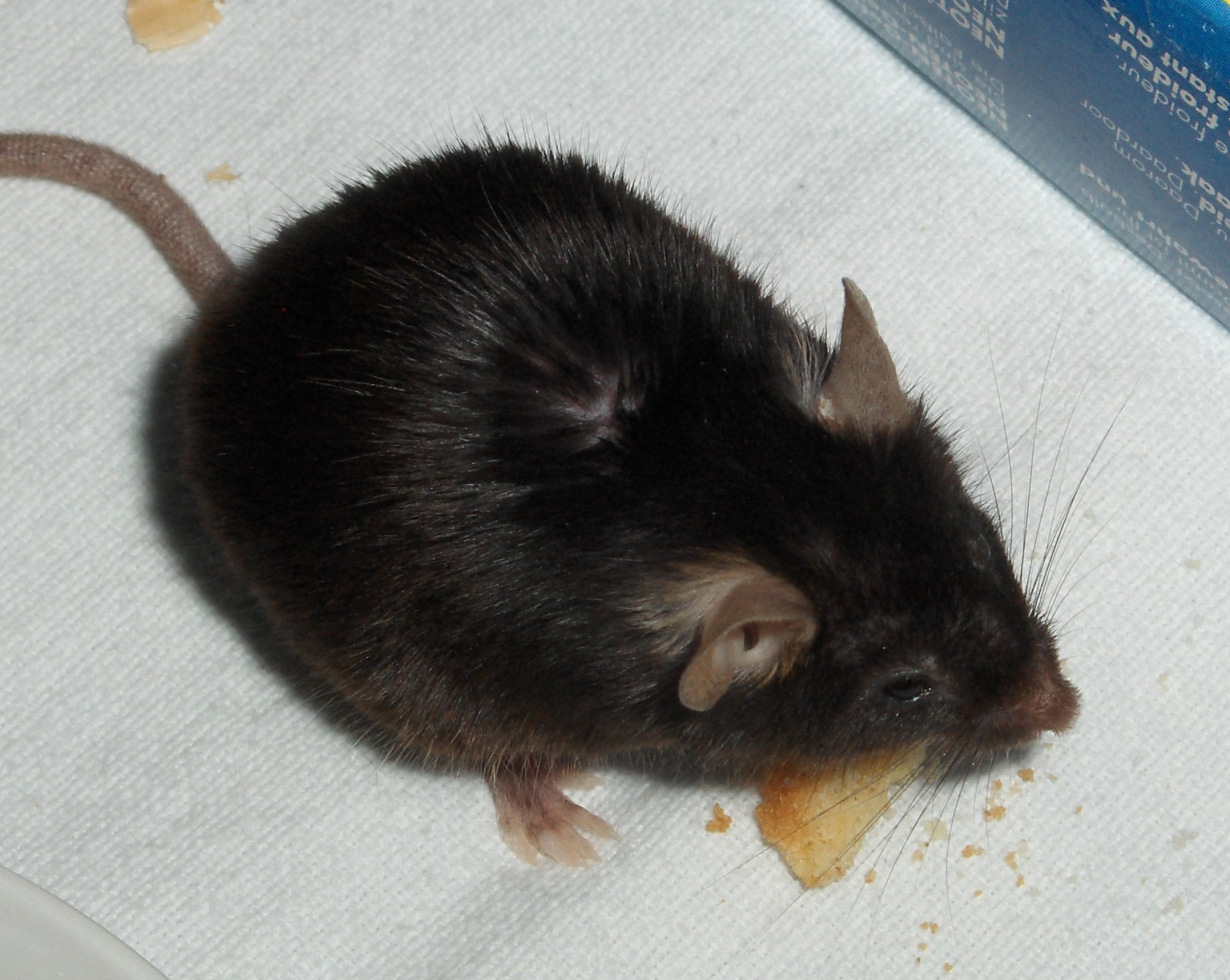
Svart laboratoriemus av typen C57BL/6, 22 månader gammal.